# Primula scopulorum
Primula scopulorum là một loài thực vật có hoa trong họ Anh thảo. Loài này được Balf. f. & Farrer miêu tả khoa học đầu tiên năm 1917.